# Slowenische Volkspartei
Die Slowenische Volkspartei (slowenisch Slovenska Ljudska Stranka, SLS) ist eine konservative politische Partei in Slowenien. Ihr Vorsitzender ist seit November 2007 Bojan Šrot, der Janez Podobnik in dieser Funktion nachfolgte. Sie ist Mitglied der Europäischen Volkspartei.

## Geschichte
Die SLS ist rechtlicher Nachfolger der 1892 gegründeten Katholischen Volkspartei (slowenisch Katoliška narodna stranka). Tatsächlich jedoch kam die Initiative zur Parteigründung auf der Agrarkonferenz der Sozialistischen Jugendorganisation ZSMS am 29. Februar 1988 zustande. Am 12. Mai 1988 wurden in Ljubljana die Slowenische Bauernunion (Slovenska kmečka zveza, SKZ) und deren Jugendorganisation gegründet. Es war die erste nicht-kommunistische Partei, die auf Slowenischem Gebiet zugelassen wurde. Sie hat ihre Hochburgen auf dem „flachen Land“.
Die Bauernunion arbeitete innerhalb der Sozialistischen Allianz, die Jugendorganisation arbeitete innerhalb der ZSMS. 1990 wurde die Bewegung in eine Partei umgebildet. Seit 1992 trägt sie den heutigen Namen. 2000 nahm sie die Slovenski krščanski demokrati (Slowenische Christdemokraten, SKD) auf.
Im Königreich Jugoslawien galt die Slowenische Volkspartei als projugoslawisch und den serbischen Zentralismus befürwortend, da Jugoslawien einen sicheren Schutzschirm gegen die Territorialforderungen des faschistischen Italien bot. Der politische Führer der Partei in dieser Zeit war Anton Korošec.
Von 1996 bis 2008 war die SLS als einzige Partei Sloweniens durchgehend an der Regierung. Nachdem sie 1996 noch 19 Prozent der Stimmen erreicht hatte, erreichte sie 2004 noch 6,82 Prozent.
Ein Drittel der 200 Bürgermeister Sloweniens waren 2008 nach Angaben der Partei SLS-Mitglieder.